# Battleborn
Battleborn est un jeu vidéo Hero shooter à la première personne développé par Gearbox Software et édité par 2K Games, sorti en mai 2016 sur Microsoft Windows, PlayStation 4 et Xbox One.
Le jeu passe à un modèle économique gratuit à jouer le 8 juin 2017 et reçoit une dernière mise à jour en automne 2017.
Le 25 novembre 2019, la fin de vie du jeu est annoncée : elle passera par l'impossibilité d'acheter la monnaie virtuel du jeu (le Platinum) à compter du 24 février 2020. Les serveurs du jeu, qui n'a pas connu le succès que son éditeur espérait, seront ensuite fermés en janvier 2021.

## Doublage
- Martial Le Minoux : Benedict, Boldur
- Fily Keita : Beatrix
- Isabelle Volpé : Orendi
- Jessica Monceau: Mellka

## Accueil
- Destructoid : 6/10[5]
- Electronic Gaming Monthly : 7,5/10[6]
- Game Informer : 6/10[7]
- Game Revolution : 4,5/5[8]
- Gameblog : 7/10[9]
- Gamekult : 5/10[10]
- GameSpot : 7/10[11]
- GamesRadar+ : 3,5/5[12]
- IGN : 7,1/10[13]
- Jeuxvideo.com : 13/20[14]
- PC Gamer US : 72 %[15]
- Polygon : 7,5/10[16]